# Sofronio III

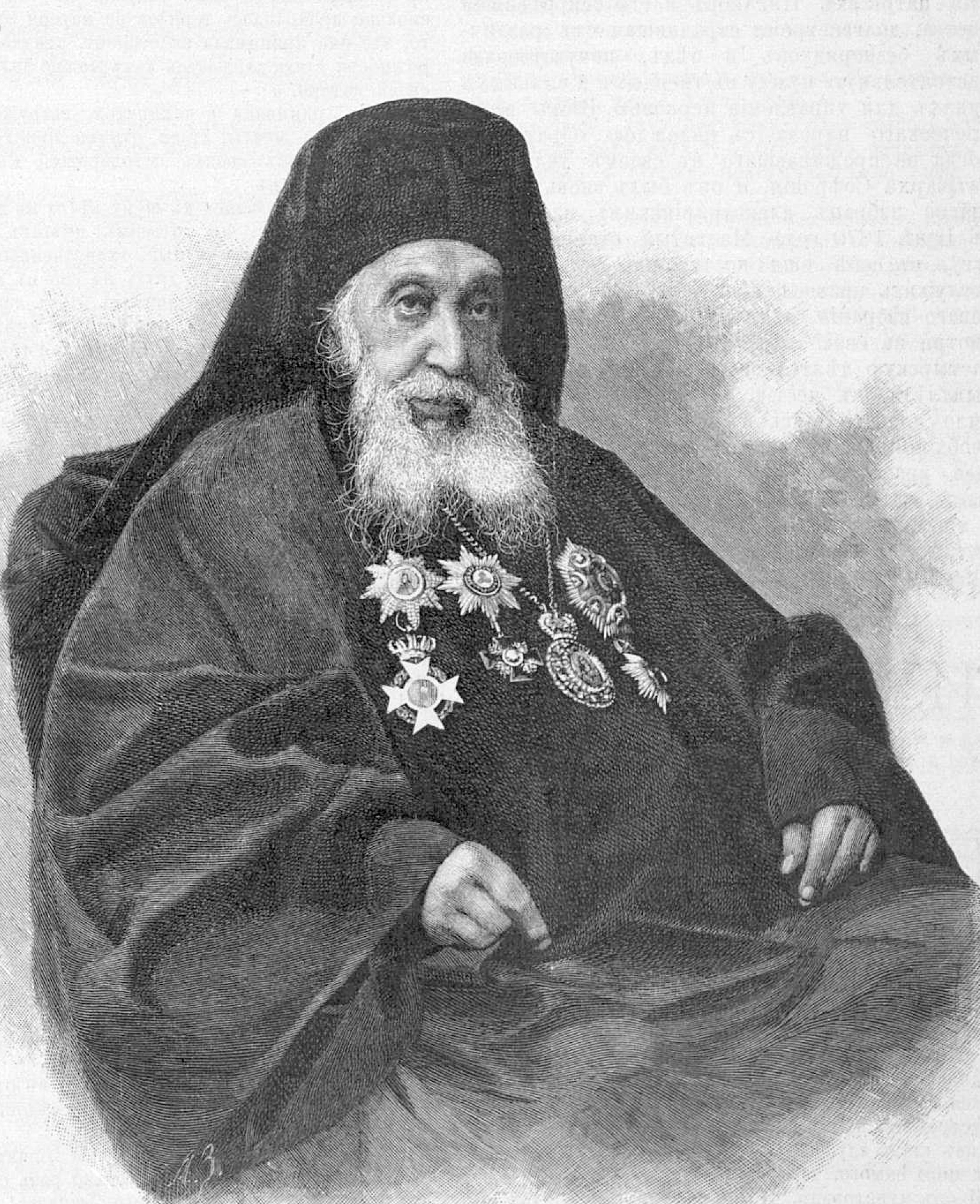
Sofronio III

Sofronio III, (1798 – † 1899) Patriarca de Constantinopla de 1863 a 1866.
Patriarca Ecuménico de Constantinopla  desde el 2 de octubre de 1863 hasta el 16 de diciembre de 1866.
Nació en Estambul entre 1798 y 1802. Provenía de una familia acomodada. Estudió en la Gran Escuela de la Nación . En su juventud, tenía una voz fuerte y agradable y fue considerado el primer experto en canto de la iglesia.
En 1820 fue ordenado diácono , recibió el nombre monástico Sofronio. En 1839 fue ordenado sacerdote y luego obispo. En 1855, se convirtió en obispo de Amasia .
En el trono de Constantinopla 
El 20 de septiembre de 1863, el Patriarca de Constantinopla, Joaquín II , se retiró , luego de lo cual fue elegido Patriarca de Constantinopla el 2 de octubre de 1863.
Participó activamente en el caso de las propiedades rumanas de los monasterios griegos confiscados por el príncipe Alexander Kuza a favor del nuevo estado rumano.
El modo de acción moderado de Sofronio en relación con la lucha greco-búlgara despertó contra él el partido griego extremo, que representaba la completa sumisión espiritual de los búlgaros a los griegos. Al no ver el final de la contienda, el Patriarca el 4 de diciembre de 1866 abdicó al trono.
Tras el patriarcado de Constantinopla fue patriarca de Alejandría entre el 11 de junio de 1870 y el 3 de septiembre de 1899, con el nombre de Sofronio IV.
| Predecesor: Joaquín II | Patriarca de Constantinopla 1863 – 1866 | Sucesor: Joaquín III |

- Datos: Q2579462
- Multimedia: Sophronius III of Constantinople / Q2579462